# Johann Acoluth
Johann Acoluth (auch Johannes Acoluth, Johann Acoluthus, * 21. August 1658 in Breslau; † 17. Oktober 1696) war ein deutscher Mediziner und Stadtarzt in Breslau.

## Leben
Johann Acoluth war ein Sohn des Pfarrers der St.-Elisabeth-Kirche und Inspektors der Breslauer Kirchen und Schulen Johannes Acoluthus und wirkte im letzten Viertel des 17. Jahrhunderts als Stadtarzt in Breslau.
Am 31. März 1686 wurde Johann Acoluth mit dem akademischen Beinamen Cassius Iatrosophista unter der Matrikel-Nr. 151 als Mitglied in die Leopoldina aufgenommen.
Der Orientalist und Sprachforscher Andreas Acoluth war sein Bruder. Sein Neffe Johann Karl Acoluth wurde gleichfalls Mediziner und Apotheker.